# Mumble
Mumble è un'applicazione voice over IP (VoIP) multipiattaforma rilasciata con licenza libera. Progettata principalmente per l'utilizzo da parte di giocatori, è simile a programmi come TeamSpeak e Ventrilo.
Mumble utilizza un'architettura client-server dove gli utenti si parlano eseguendo la connessione al server stesso. Ha un'interfaccia molto semplice. Tutte le comunicazioni sono criptate per garantire la privacy degli utenti.